# دیگو کالگارو
دیگو کالگارو (انگلیسی: Diego Calgaro؛ زادهٔ ۲۷ نوامبر ۱۹۸۴) بازیکن فوتبال اهل آرژانتین است.
از باشگاه‌هایی که در آن بازی کرده‌است می‌توان به باشگاه فوتبال روساریو سنترال و باشگاه ورزشی آ اس ترنچین اشاره کرد.